# Glauraspidia copulata
Glauraspidia copulata är en stekelart som först beskrevs av Förster 1869.  Glauraspidia copulata ingår i släktet Glauraspidia, och familjen glattsteklar. Arten är reproducerande i Sverige.